# Nesoenas
Nesoenas là một chi chim trong họ Columbidae.